# Niakaramandougou
Niakaramandougou, ou plus simplement Niakara, est une ville située au nord de la Côte d'Ivoire, à environ 50 kilomètres au sud de la ville de Korhogo. Administrativement, il s'agit d'une Préfecture située dans le district de la vallée du Bandama (Bouaké).

## Géographie
Ce département compte plusieurs villages. À 16 km de Niakara on trouve le village de Niangbo (du nom du mont Niangbo) qui regorge d'atouts touristiques.

## Histoire
Niangbo fut le premier cercle de division (ce qui est maintenant le département) dans le pays Tagbana. Le village porte encore les stigmates du passage de Samory Touré sur son territoire. En effet, après son passage, les forces vives du village se sont dispersées, soit pour échapper à leurs bourreaux soit pour aller à la recherche de ces derniers.
La population de Niangbo est en grande partie constituée de cultivateurs (qui produisent igname, maïs, coton...). Aujourd'hui ces cultivateurs s'adonnent à la culture de l’anacarde afin de pallier la pauvreté qui sévit dans cette région. Pour améliorer les conditions de vie auxquelles sont confrontées sa population les ressortissants mènent des actions autour de mutuelles et d'associations en vue d'amorcer le développement de la région. Dans ce sens, la MURENA (mutuelle des ressortissants de Niangbo) travaille de concert avec l'AJEEN (association des jeunes élèves et étudiants de Niangbo).
Les peuples originaires de cette localité créée durant l'ère coloniale sont les Tagbana.

## Sports
La ville dispose d'un club de football, le TNCA, qui évolue en Championnat de Division Régionale, équivalent d'une « 4e division ».